# Gewog di Kazhi
Il gewog di Kazhi è uno dei quindici raggruppamenti di villaggi del distretto di Wangdue Phodrang, nella regione Centrale, in Bhutan.